# Manuele Curticio
Manuele Curticio in greco Μανουήλ Κουρτίκης/Κουρτίκιος?, Manuel Kourtikes/Kourtikios (fl. X secolo) è stato un funzionario e comandante militare bizantino negli anni '40 del X secolo.

## Biografia
La famiglia Curticio o Curtice era di origine armena ed entrò al servizio di Bisanzio sotto Basilio I il Macedone (r. 867-886), quando il suo fondatore eponimo, K'urdik, cedette la sua fortezza di Lokana all'Impero.
Manuele è menzionato per la prima volta come uno dei funzionari che cospirarono con il co-imperatore Stefano Lecapeno, quando quest'ultimo depose suo padre, l'imperatore Romano I, nel dicembre del 944. Poco dopo, tuttavia, Stefano e suo fratello Costantino furono a loro volta deposti dal cognato, il legittimo imperatore Costantino VII Porfirogenito. Costantino VII elevò Manuele al titolo di patrikios e gli conferì la carica di droungarios tes viglas, una posizione critica in quanto il compito principale del suo titolare era quello di proteggere l'imperatore in battaglia e a palazzo. Ciò lascia pensare che Manuele abbia disertato rapidamente dalla parte di Costantino VII, oppure che sia sempre stato un sostenitore di quest'ultimo e abbia collaborato con i Lekapenoi per sbarazzarsi di Romano I, prima di sostenere la restaurazione di Costantino VII. Un ruolo simile è esplicitamente proposto dallo storico bizantino Giorgio Cedreno per almeno un altro co-cospiratore, Basilio Peteino.
Secondo i cronisti bizantini, Curticio morì poco dopo di una morte ignominiosa come punizione divina per le sue azioni. Questa favola moralizzante è quasi certamente un'invenzione; Teofane Continuato riporta che affondò con il suo dromone sulla via di Creta, probabilmente nella fallita spedizione del 949 contro l'Emirato di Creta. Manuele era forse imparentato con il generale Michele Curticio, attivo negli anni '70 del IX secolo.